# Thyrsocera
Thyrsocera är ett släkte av kackerlackor. Thyrsocera ingår i familjen storkackerlackor.
Kladogram enligt Catalogue of Life:
| Thyrsocera | \| \| Thyrsocera pulchra \| \| \| \| \| \| Thyrsocera punctata \| \| \| \| \| \| Thyrsocera spectabilis \| \| \| \| |
|            | \| \| Thyrsocera pulchra \| \| \| \| \| \| Thyrsocera punctata \| \| \| \| \| \| Thyrsocera spectabilis \| \| \| \| |
|            | Thyrsocera pulchra                                                                                                  |
|            | |
|            | Thyrsocera punctata                                                                                                 |
|            | |
|            | Thyrsocera spectabilis                                                                                              |
|            | |